# Jos Massard
Joseph Albert Massard (* 3. Dezember 1944 in Tetingen, Luxemburg) ist ein Luxemburger Biologe, Wissenschafts- und Medizinhistoriker sowie Lokalpolitiker (DP).

## Biographische Notiz
Jos Massard hat von 1968 bis 2006 als Biologielehrer am klassischen Gymnasium in Echternach (Lycée Classique d'Echternach) gewirkt. Daneben war er in den Jahren 1995 bis 2002 Lehrbeauftragter am damaligen Centre universitaire in Luxemburg (heute Universität Luxemburg) (Fach: Wissenschafts- und Medizingeschichte).
Von 1976 bis 2005 gehörte Jos Massard dem Stadtrat der Stadt Echternach an: von 1976 bis 1981 als erster Beigeordneter (in Luxemburg Erster Schöffe genannt) und von 1998 bis 1999 als Bürgermeister.
Jos Massard ist wissenschaftlicher Mitarbeiter des naturhistorischen Museums in Luxemburg (Musée national d'histoire naturelle de Luxembourg). Er ist wirkliches Mitglied der wissenschaftlichen und korrespondierendes Mitglied der historischen Sektion des großherzoglichen Instituts (Institut grand-ducal). Er ist der Autor bzw. Koautor von zahlreichen wissenschaftlichen Artikeln und Büchern in den Bereichen Zoologie (insbesondere Süßwassermoostierchen, Bryozoa), Ökologie, Geschichte der Luxemburger Fauna und Flora, sowie Wissenschafts- und Medizingeschichte in Luxemburg.
Die Moostierart Plumatella geimermassardi ist nach ihm und seiner Frau Gaby Geimer, ebenfalls eine Moostierspezialistin, benannt.

## Veröffentlichungen (Auswahl)

### Bücher
- J.P. Pier, J.A. Massard (Hrsg.): Gabriel Lippmann: Commémoration par la section des sciences naturelles, physiques et mathématiques de l’Institut grand-ducal de Luxembourg du 150e anniversaire du savant né au Luxembourg, lauréat du prix Nobel en 1908. Luxembourg 1997, 139 S. PDF
- J.M. Mangen, G. Colling, J.A. Massard, E. Medernach: Die Orchideen Luxemburgs. 2. neubearb. Aufl. Musée national d’Histoire naturelle, Société des Naturalistes luxembourgeois, Luxemburg 1997, 143 S. (1. Auflage 1993).
- J.A. Massard (Hrsg.), B. Gales, G. Geimer, E. Homburg, A. Labisch, G. Vanpaemel (Mitarbeiter): L’Homme et la Terre. Mens en Aarde. Mensch und Erde. Actes du 13e Congrès Benelux d’Histoire des Sciences, Echternach (Luxembourg), 1995. Luxembourg 1996, 280 S.
- J.A. Massard, G. Geimer: Initiation à l’écologie. Principes généraux de l’écologie et notions sur le milieu naturel luxembourgeois ainsi que sur les problèmes de l’environnement au Grand-Duché de Luxembourg. Ministère de l’Education nationale, Luxembourg 1993, 297 S.
- Livre du Centenaire de la Société des Naturalistes Luxembourgeois, 1890-1990.  Bulletin de la Société des naturalistes luxembourgeois 91 (1990), 467 S.
  - J.A. Massard: La Société des Naturalistes Luxembourgeois du point de vue historique, S. 5–214. PDF
  - J.A. Massard, G. Geimer: Table générale des publications de la Société de Botanique du Grand-Duché de Luxembourg (1874-1905) et de la Société des Naturalistes Luxembourgeois (1891-1989), avec index analytique des matières, S. 215–455.
- J.A. Massard: Echternach und die Cholera. Ein Beitrag zur Geschichte der Medizin und der öffentlichen Hygiene in Luxemburg. Publications du Centre Universitaire de Luxembourg, Département des Sciences: Biologie-Chimie-Physique, fasc. 1 (1988), 259 S. (Corrigenda) (PDF; 223 kB)
- Geimer, G. & J.A. Massard, 1986. Les Bryozoaires du Grand-Duché de Luxembourg et des régions limitrophes. Travaux Scientifiques du Musée d’Histoire Naturelle de Luxembourg 7: 1-187. PDF Corrigenda. PDF
- J.A. Massard, G. Geimer: Initiation à l’écologie. L’environnement au Luxembourg. Cours d’écologie. Classe de IIIe C. Ministère de l’Education nationale, Luxembourg 1983, 207 S.

### Artikel
Bryozoa
- J.A. Massard, G. Geimer: Occurrence of Plumatella emarginata Allman, 1844 and P. casmiana Oka, 1908 (Bryozoa, Phylactolaemata) in Lake Pamvotis (Ioannina, Greece). Bulletin de la Société des Naturalistes luxembourgeois 109 (2008), S. 133–138.PDF
- J.A. Massard, G. Geimer: Global diversity of bryozoans (Bryozoa or Ectoprocta) in freshwater: an update. Bulletin de la Société des Naturalistes luxembourgeois 109 (2008), S. 139–148. PDF
- J.A. Massard, G. Geimer: Global diversity of bryozoans (Bryozoa or Ectoprocta) in freshwater. In: E.V. Balian, C. Lévèque, H. Segers & K. Martens (eds): Freshwater animal diversity assessment. Hydrobiologia 595 (2008), S. 93–99, doi:10.1007/978-1-4020-8259-7_11.
- K.A. Økland, J. Økland, G. Geimer, J.A. Massard: Freshwater bryozoans (Bryozoa) of Norway IV: Distribution and ecology of four species of Plumatella with notes on Hyalinella punctata. Hydrobiologia 501 (2003), S. 179–198, doi:10.1023/A:1026244101302.
- J.A. Massard, G. Geimer: A survey on the history of freshwater bryozoology in Belgium and Luxembourg. In: P.N. Wyse Jackson, M.E. Spencer Jones (eds), Annals of Bryozoology: aspects of the history of research on bryozoans. Dublin 2002, S. 133–170.
- T.S. Wood, L.J. Wood, G. Geimer, J. Massard: Freshwater bryozoans of New Zealand: a preliminary survey. New Zealand Journal of Marine and Freshwater Research 32 (1998), S. 639–648. PDF
- J.A. Massard, G. Geimer: On the occurrence of Fredericella indica Annandale, 1909 (Phylactolaemata) in Europe. In: D.P. Gordon, A.M. Smith, J.A. Grant-Mackie: Bryozoans in space and time. Proceedings of the 10th International Bryozoology Conference (Wellington, New Zealand, 1995). Wellington 1996, S. 187–192.
- J.A. Massard, G. Geimer: Note on the freshwater Bryozoa of Israel (Phylactolaemata). In F. Bigey (ed.), J.L. d’Hondt (collab.): Bryozoaires actuels et fossiles: Bryozoa living and fossil. Bulletin de la Société des Sciences naturelles de l’Ouest de la France, Mémoire HS 1 (1991), S. 243–253.
- J.A. Massard, G. Geimer: Note on the freshwater Bryozoa (Ectoprocta, Phylactolaemata) of Tenerife. Vieraea 19 (1990), S. 327–338.

Wissenschafts- und Medizingeschichte
- J.A. Massard: Aspects de l’histoire de la météorologie au Luxembourg. Ferrantia (Travaux scientifiques du musée national d’histoire naturelle de Luxembourg) 43 (2005), S. 9–20. PDF
- J.A. Massard, G. Geimer: Chronologie: Regards sur l’histoire du Musée national d’histoire naturelle. Überblick über die Geschichte des Nationalmuseums für Naturgeschichte. In: S. Philippo (Red.): 150 Joër Musée national d’histoire naturelle du Luxembourg. Luxembourg 2004, S. 6–89.
- J.A. Massard: Mit größter Heftigkeit: Cholera-Epidemien und öffentliche Hygiene im 19. Jahrhundert am Beispiel Luxemburg. In: «Sei sauber…»! Eine Geschichte der Hygiene und öffentlichen Gesundheitsvorsorge in Europa. Musée d’Histoire de la Ville de Luxembourg (Hrsg.), Wienand, Köln 2004, S. 192–203.
- J.A. Massard, G. Geimer: Das Großherzogtum Luxemburg und die asiatische Cholera um die Jahrhundertwende. Scientiarum Historia 26 (1-2) (2000), S. 55–71.
- J.A. Massard: Wissenschaft und Medizin im 18. Jahrhundert in Luxemburg. Bulletin de la Société des sciences médicales du Grand-Duché de Luxembourg, numéro spécial 1 (1999), S. 107–126.
- J.A. Massard, G. Geimer: Luxemburg en de cholera 1832. Geschiedenis der Geneeskunde, 4(2) (1997), S. 118–125.
- J.A. Massard: 1886-1996: Hundertzehn Jahre elektrisches Licht in Echternach. Ein Beitrag zur Geschichte der öffentlichen und privaten Beleuchtung im 19. und frühen 20. Jahrhundert in Luxemburg mit Blick ins deutsche Grenzgebiet. In: Annuaire de la Ville d’Echternach 1996, Echternach 1997, S. 101–144.
- J.A. Massard: Der Luxemburger Liebig-Schüler Joseph Namur, Apotheker und Professor in Echternach. In: Festschrëft 150 Joër Iechternacher Kolléisch (1841-1991), Luxembourg 1992, S. 481–558.
- J.A. Massard: La vie scientifique. In: M. Gerges (Hrsg.): Mémorial 1989: la Société luxembourgeoise de 1839 à 1989. Les Publications Mosellanes, Luxembourg 1989, S. 408–440.
- J.A. Massard: Der Kanton Esch und die Cholera 1865/1866. Galerie 3 (1985), Nr. 1, S. 41–52, Nr. 2: 207-218; Galerie 4 (1986), Nr. 1, S. 41–58, Nr. 2, S. 225–242.

Populärwissenschaftliche Artikel
- J.A. Massard & G. Geimer: Auf den Spuren des Braunbären diesseits und jenseits der Sauer. In: Heimatkalender 2010 Eifelkreis Bitburg-Prüm, Bitburg 2009, S. 95–102. PDF
- J.A. Massard: 300 Jahre Kartoffel in Luxemburg: (I) Europa entdeckt die Kartoffel. (II) Grundbirne, Grompir, Gromper: die Kartoffel erobert Luxemburg. (III) Die Kartoffel in Luxemburg im 19. Jh. Lëtzebuerger Journal 2009, (Teil I): Nr. 15 (22. Jan.), S. 23; Nr. 16 (23. Jan.), S. 10, Nr. 17 (24./25. Jan.), S. 11 (Teil 2): Nr. 18 (27. Jan.), S. 23, Nr. 19 (28. Jan.), S. 21; (Teil III): Nr. 20 (29. Jan.), S. 9, Nr. 21 (30. Jan.), S. 21. Artikel PDF Text mit Anmerkungen u. Referenzen. (PDF; 353 kB)
- J.A. Massard: Scheintod, Lebendigbegraben, Auferweckung von Toten in Luxemburg und anderswo. Lëtzebuerger Journal 2008, Nr. 215 (5. Nov.), S. 24–25, Nr. 216 (6. Nov.), S. 23. Artikel PDF Text mit Anmerkungen u. Referenzen. (PDF; 1,4 MB)
- J.A. Massard, G. Geimer, P. Kauthen, P. Schiltz: Vom Blaufuß und dem Echternacher Mönch Placidus Eringer. Heimatkalender 2009 Eifelkreis Bitburg-Prüm, Bitburg 2008, S. 107–113.
- J.A. Massard: Vor hundert Jahren: Die Reblaus ist da! Ein ungebetener Gast aus Amerika bringt den Luxemburger Weinbau in Gefahr. Lëtzebuerger Journal 2007, Nr. 143 (27. Jul.), S. 19–21. Text PDF
- J.A. Massard: Damvillers, Mansfeld und Sohn: Ambroise Paré, der Vater der Chirurgie, und Luxemburg. Lëtzebuerger Journal 2007, Nr. 74 (17. Apr.), S. 11–12. Text PDF
- J.A. Massard: Historisch-naturwissenschaftlicher Streifzug durch den Kanton Echternach. Nos Cahiers, 19 (2-3) (1998): 363-393. Corrigendum: S. 371: «L. Laven» anstatt «J. Laven». PDF
- J.A. Massard: Biologie und Sexualunterricht in Luxemburg. Lëtzebuerger Almanach 1989, Luxemburg 1988, S. 124–131. PDF
- J.A. Massard: Wölfe in Luxemburg. Lëtzebuerger Almanach 1987, Luxemburg 1986, S. 353–374. PDF
- J.A. Massard: Wunder in Luxemburg. Lëtzebuerger Almanach 1986, Luxemburg 1985, S. 127–135. PDF

Die vollständige Liste aller Veröffentlichungen findet sich auf der Website von Jos Massard.